# Спиридоновка (Брянская область)
Спиридоновка — хутор в Унечском районе Брянской области в составе Ивайтёнского сельского поселения.

## География
Находится в центральной части Брянской области на расстоянии приблизительно 26 км на восток-юго-восток по прямой от вокзала железнодорожной станции Унеча.

## История
Упоминался с середины XVIII века как Дубна, входил в 1-ю полковую сотню Стародубского полка. До Великой Отечественной войны преобладало украинское население.

## Население
Численность населения: 22 человека (русские 100 %) в 2002 году, 4 в 2010.